# Pappografi
Pappografi innebär en förebyggande undersökning efter tidiga tecken på prostatacancer.
Ordet slog igenom kring år 2000 och är en avsiktligt humoristisk maskulinisering av mammografi. "Mammo" i "mammografi" syftar på den anatomiska termen för bröstet snarare än ordet "mamma" för mor, så den korrekta termen i någon mening torde vara prostatagrafi. Någon röntgenundersökning av prostata motsvarande mammografin är inte lämplig, utan undersökningen bör innefatta en palpation av prostata och blodprovtagning med bestämning av s-PSA, (Prostataspecifikt antigen).